# Vasaloppet 2003
Vasaloppet 2003 avgjordes den 2 mars 2003, och var den 79:a upplagan av Vasaloppet. Loppet blev dramatiskt. Jörgen Aukland hade en lucka på 10 sekunder när 3 km återstod. Norge hade väntat på en vasaloppsseger sedan 1971. Men Oskar Svärd och Stanislav Rezac jobbade sig i kapp i Moraparken. På upploppet vann Oskar Svärd i en spurtstrid bara en sekund före förhandsfavoriten Jörgen Aukland och två före Stanislav Rezac.

## Resultat
Not: Pl = Placering, Nr = Startnummer, Tid = Sluttid
| Pl. | Nr | Namn            | Klubb/Land | Tid     | Diff    |
| --- | -- | --------------- | ---------- | ------- | ------- |
| 1   |    | Oskar Svärd     | Sollefteå  | 3:58:23 | + 00.00 |
| 2   |    | Jörgen Aukland  | Norge      | 3:58:24 | + 00.01 |
| 3   |    | Stanislav Rezac | Tjeckien   | 3:58:25 | + 00.02 |
| 4   |    | Mathias Svan    | Sverige    | 4:00:18 | +00.46  |
| 5   |    | Erik Eriksson   |            | 4:00:20 | +00.48  |
| 6   |    | Raul Olle       | Estland    | 4:00:24 | +00.52  |